# Дјед Растудије
Дјед Растудије († 1230?) је био поглавар босанских хришћана, проглашен јеретиком како од православне тако и од католичке цркве.
Живео је крајем 12. и почетком 13. века. Из Баталова списка се зна да је он био оснивач „реда господина Растудија“ у Босни у који се већ 1203. уписало 12 „редовника“ (крстјана), од којих су Драгић Љубиша и Дражета учествовали у изјави одрицања раскола на Бољином пољу. Растудија и његове присталице је као јеретике на првом синоду у Жичи 1221. године осудила Српска православна црква, који баца проклетство на њих:
Многи истраживачи поистовећују Растудија са Аристодијем, који, осуђен од католичке цркве и протеран из Далмације, налази уточиште у Босни бана Кулина. Према католичким изворима, у Задру је у 12. веку било много „јеретика“. Ту су, међу осталима, била и двојица далматинских патарена, браћа Аристодије и Матеја, синови Грка Зоровавела, који се у другој половини 12. века у Задар доселио из Апулије. Они су од своје младости били задарски грађани, а зна се да су били "вјешти латинској и славенској књизи". Аристодије и Матеја касније прелазе у Сплит, где се спомињу као предводници патаренског покрета, који окупљаја мноштво грађана. Али, у град убрзо стиже и сплитски надбискуп Бернард, који започиње прогон јеретика. Сплитски патарени бивају протерани из града, а сва њихова имовина заплењена. Прогнани далматински хришћани проналазе уточиште у Босни, где их бан Кулин срдачно прима.
У време дједа Растудија, на западу се говори о постојању антипапе на Балкану. У писму кардинала Конрада, папиног легата за Француску, којим сазива француске бискупе на синод 1223. године, поглавар Цркве босанске сматра се антипапом западноевропских јеретика, којем албижани одлазе по савете и усвајају његове назоре. Још се каже да је он именовао свог изасланика Вартоломеја од Каркасона као епископа Ажана. Енглески историчар Роџер де Вендовер (Roger de Wendover) 1236. такође говори о јеретичком папи у Босни.
Претпоставља се да Аристодије, односно Растудије, након преласка у Босну постаје уважени поглавар босанских хришћана, познат као Дјед Растудије, који у служби бана Кулина остаје све до своје смрти, која се приближно датира око 1230. године по Христу.